# 許峰雄
許峰雄（Feng-hsiung Hsu，綽號），台裔美國人，生於台灣基隆。是一位電腦科學家，而且是著名書籍的作者。他的努力發明導致深思下棋機（Deep Thought Chess Machine）的，深思下棋機是第一個與西洋棋特級大師下棋競賽中打敗對手的電腦，也是第一個達到特級大師等級的電腦。
他也是深藍的創造者與主要設計者。他因為他的博士論文而獲得1990年的靡菲斯特獎，也因為他在下棋機的結構與演算法上的貢獻而獲得1991年美國計算機協會的葛麗斯·莫瑞·霍普獎。

## 生平
1980年畢業於臺灣大學電機系。1985年進入卡內基美隆大學攻讀博士學位（博士導師為孔祥重）；開始「人機博弈」的研究。1988年，開發出超級電腦「深思」，首次擊敗國際西洋棋大師本特·拉爾森。1989年獲得美國卡內基美隆大學電腦科學博士學位，並於該年加入IBM，展開「深藍」計劃的研究。1991年，成為首位榮獲美國電腦協會葛麗斯·莫瑞·霍普獎的亞裔科學家。1997年5月11日 ，推出超級電腦「深藍」以3.5比2.5的累計積分擊敗國際西洋棋王——卡斯帕羅夫。2003年加入位於北京的微軟亞洲研究院，任高級研究員，並擔任「平臺元件中心」主任一職，專思研究平行運算及人工智慧等領域。